# سفانیه
 سفانیه  (به عربی: مدینة السفانیة)، شهری است در کشور پادشاهی عربستان سعودی  واقع در شبه جزیره عربستان. این شهر  در جنوب کشور کویت واقع شده‌است، و از شهرهای ساحلی کشور عربستان است  و در کرانهٔ خلیج فارس  قرار دارد، ویکی از بندرگاه‌های نفتی   مهم این کشور است.   

## جمعیت
جمعیت  «شهر سفانیه»  طبق سرشماری عمومی نفوس و مسکن در سال‌های أخیر در حدود ۶۰ هزار نفر بوده‌است.
. 